# Rijksvorstendom Buchau
Het Rijksvorstendom Buchau ontstond  door de Reichsdeputationshauptschluss (RDH) op 25 februari 1803, toen de vorsten  van Thurn und Taxis als compensatie voor het verlies van zijn inkomsten uit de op de linker Rijnoever uitgevoerde postdiensten gebieden in Opper-Zwaben verkregen (§ 13 RDH). 

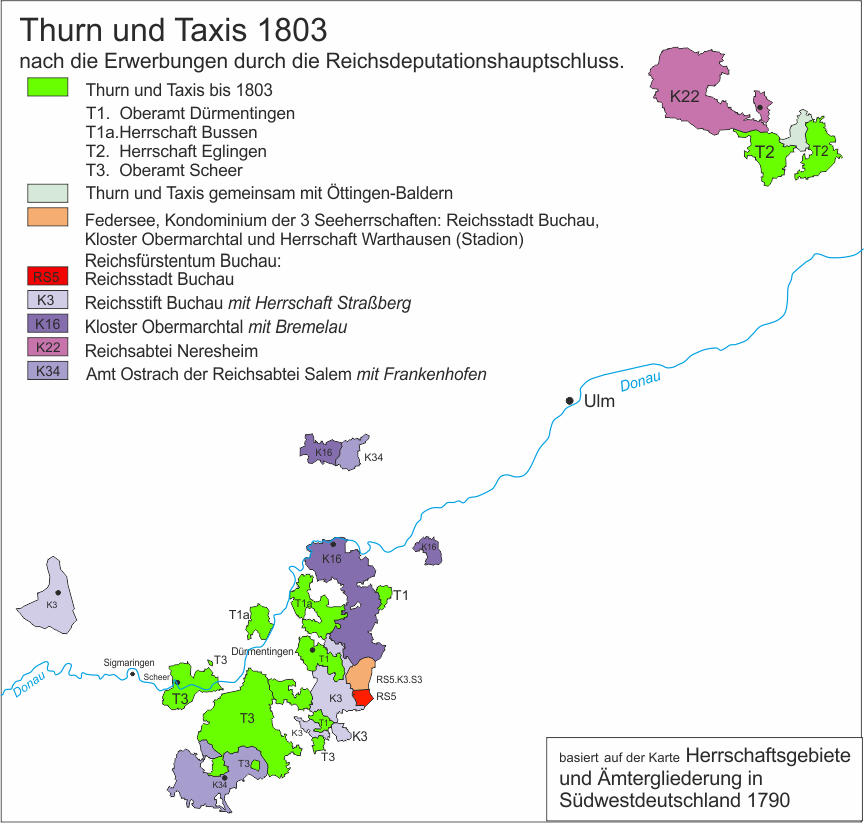
gebied van Thurn und Taxis in 1803

Het rijksvorstendom had een totale oppervlakte van 530 km² en ongeveer 17.000 inwoeners. In de Rijksvorstenraad bezette het een zetel. Al in 1806 kwam het vorstendom als gevolg van de mediatisering onder de souvereiniteit van het koninkrijk Württemberg.
Het vorstendom bestond uit de volgende voormalige zelfstandige gebieden:
- Rijksstad Buchau
- Abdij Buchau met de heerlijkheid Straßberg
- Abdij Marchtal
- Abdij Neresheim
- Ambt Ostrach van de Abdij Salem, met de heerlijkheid Schemmerberg (nu deel van Schemmerhofen) en de gehuchten Tiefental, Frankenhofen und Stetten.